# Sulfenylbromide
| Sulfenylbromide               |
| ----------------------------- |
| Allgemeine Formel             |
| Trichlormethanesulfenylbromid |
| Chlorcarbonylsulfenylbromid   |

Sulfenylbromide sind eine Stoffgruppe in der organischen Chemie mit der allgemeinen Formel R–S–Br, genauer sind es Bromide der Sulfensäure (R–S–OH). Trichlormethansulfenylbromid (Cl3C–S–Br) und Chlorcarbonylsulfenylbromid (Cl–CO–S–Br) sind Beispiele für bekannte Sulfenylbromide.

## Herstellung
Organosulfenylchloride (R–S–Cl) reagieren mit Bromwasserstoffsäure (HBr) zu Sulfenylbromiden.